# ألمنة بروسيا
جرمنة بروسيا عملية تاريخية أسفرت عن ضم منطقة بروسيا إلى دول ألمانية مختلفة. نشأت مع وصول مجموعات من العرق الألماني إلى منطقة البلطيق، وقد تقدمت بشكل متقطع مع تطوير النظام التوتوني ثم بعد ذلك بوقت طويل تحت مملكة بروسيا، والتي استمرت في التأثير على المنطقة بسياسات جرمانية ألمانية تهدف بشكل عام إلى تعزيز سيطرة الدولة. في نهاية المطاف، بلغت محاولات التحول إلى اللغة الألمانية ذروتها عندما ضمت الدولة البروسية إلى الإمبراطورية الألمانية، حيث كان الهدف الرئيسي للإصلاحات هو ضم رعايا ألمانيا البولنديون، حيث تم وقفها فقط مع اندلاع الحرب العالمية الأولى.

## السكان الأصليين

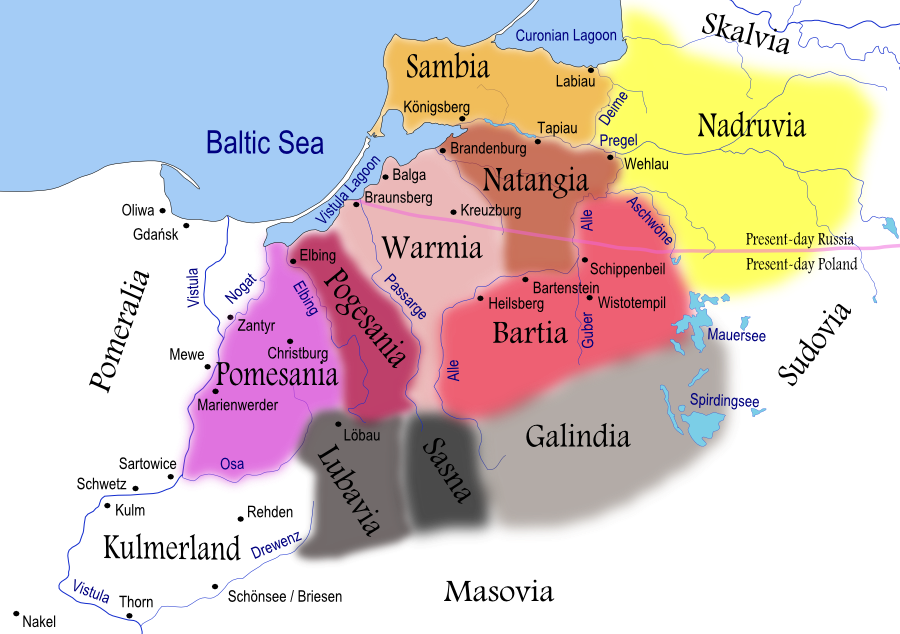
خريطة للعشائر البروسية الأصلية خلال القرن الثالث عشر. يعرض السطر باللون الوردي الحدود ف الوقت الحالي.

قبل الجرمنة، سكن العديد من القبائل البروسية بروسيا، وكانو يتبعون المعتقدات الوثنية.  تبعا لذلك، ألهمت العوامل الدينية والاقتصادية والسياسية توسع ألمانيا نحو الشرق، فيما كان يُعرف لاحقًا باسم Drang nach Osten (الدفع إلى الشرق). بينما كان الغزو عنيفًا في الغالب واستلزم إجراءات إعادة توطين واسعة النطاق.  ومع ذلك، فإن عملية إخضاع القبائل الأصلية لم تهدف لاستئصالها على الفور، حيث احتفظ السكان الأصليون بأسلوب حياتهم، مما أدى إلى استيعابهم تدريجياً في طوائف سكانية أكبر خلال القرون التالية. هناك تكهنات بأن الحفاظ على حقوق السكان المحليين لفترة طويلة يمكن أن يعزى إلى أهميتها في أداء المهام العسكرية لحكامهم الجدد. على العكس من ذلك، تم التشكيك في قيمة بروسيا والأراضي المجاورة من قبل بعض الأكاديميين، مما يفسر إهمال منطقة بحر البلطيق الأوسع من قبل جيرانها المسيحيين حتى القرن الثالث عشر. يقال إن الرابطة الهانزية في سعيها لتطوير شبكاتها التجارية مع روسيا فتحت البلطيق أمام المصالح الأجنبية. ويدعم هذا التأكيد عدم وجود مصادر مكتوبة قبل المسيحية على المستوى الإقليمي، فضلاً عن التحليل الأثري للبنية التحتية البحرية مما يشير إلى أن أي نشاط تجاري كان محدودًا. 

## عصر بسماركيان

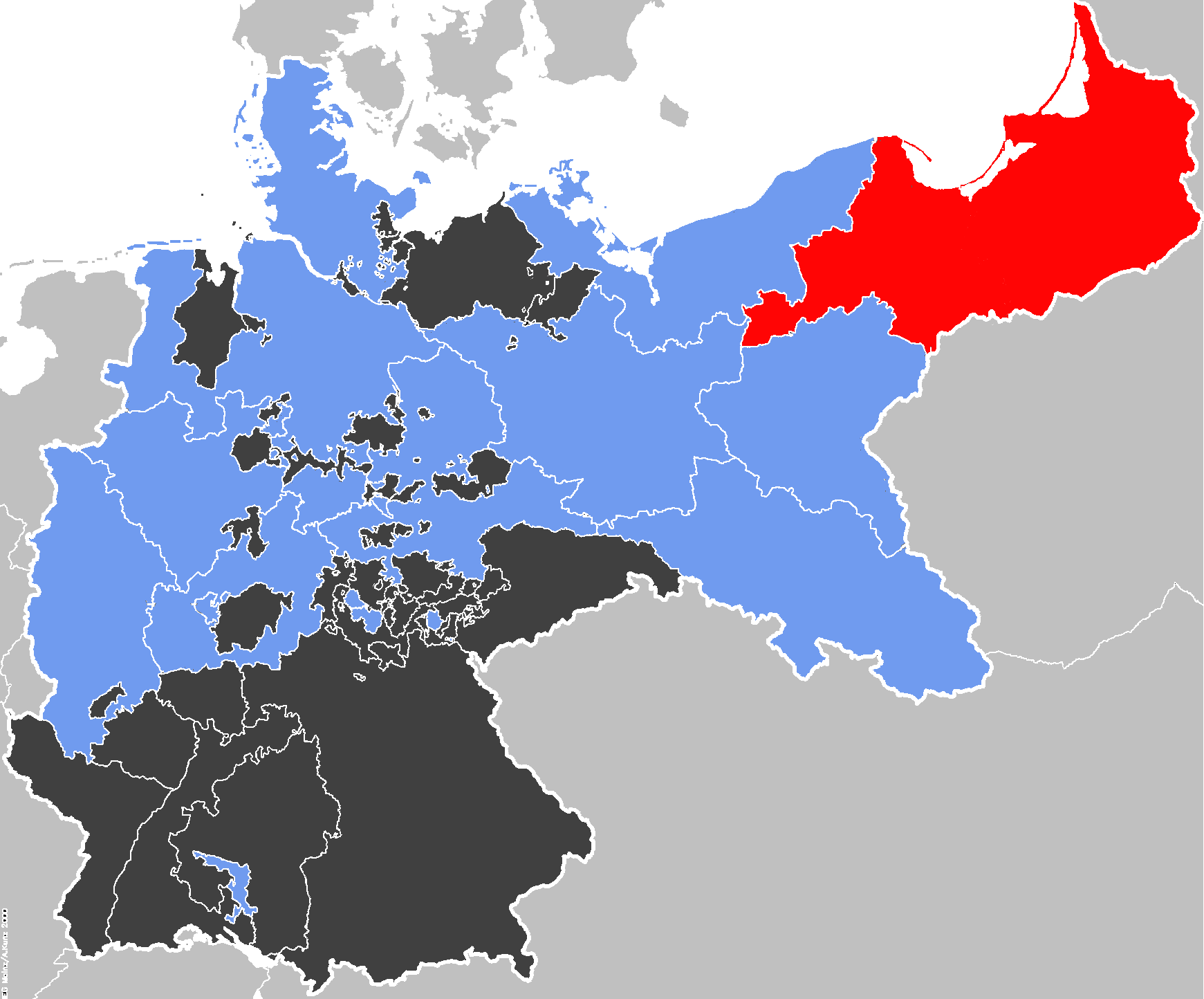
غرب وشرق بروسيا (أحمر) داخل مملكة بروسيا (أزرق). جنبا إلى جنب مع الدول في الأسود شكلوا الإمبراطورية الألمانية.

في حين ركزت معايير السياسة التي وضعها فريدريك الكبير على التسامح، معتبرة البولنديين على أنهم أقل شأنا ولكنهم ما زالوا يحترمون اختلافاتهم الثقافية، فإن تحول السياسة في ظل أوتو فون بسمارك في أعقاب توحيد ألمانيا كان كبيرا. في المقابل، فإن العزم على القضاء على الجوانب الثقافية غير الألمانية قد أظهر نفسه مرة أخرى بين المناطق البروسية، مستهدفًا بشكل خاص التعليم وملكية الأراضي.   علاوة على ذلك، كان الدافع وراء استهداف وإعاقة التمكين للأقليات البولندية وغيرها من المصالح العسكرية، بسبب قربها الاستراتيجي من السكان البولنديين إلى العاصمة في برلين. هنا، شهدت المصالح الأمنية للجيش بالإضافة إلى ذلك الجنود البولنديين منتشرين في جميع أنحاء الجيش الألماني، وذلك لمنع تركيز الجنود البولنديين على مستوى الفوج.
في عام 1885، تابعت حكومة ولاية بروسيا على وجه التحديد زيادة حيازة الأراضي، عندما طُرد 30000 بولندي، بالإضافة إلى اليهود، بناءً على احتفاظهم بالجنسية الروسية أو النمساوية فقط. في العام التالي، تم تشكيل لجنة التسوية البروسية من قبل حكومة بسمارك، على أمل تنشيط المستوطنة الألمانية، وخاصة في الريف، على حساب البولنديين. بحلول عام 1908، تقدمت هذه المشاعر إلى درجة تمكن اللجنة من مصادرة العقارات البولندية بموجب قانون المصادرة.   بينما لاحظ الأكاديميون مدى شدة هذا التحول في أجندة السياسة، من الناحية العددية فإن نجاح نتائجها أقل تأكيدًا. على الرغم من أن هناك إجماعًا بين الخبراء حول المدى الذي أدت به هذه السياسات إلى تأجيج القومية في الضمير الجماعي للمواطنين البولنديين في بروسيا، مما يشجع على استمرار مقاومتهم للاستيعاب. على سبيل المثال، عارضت صحف مثل The Torun Gazette (Gazeta Toruńska) تحديدًا اللغة الألمانية للمقاطعات الناطقة باللغة البولندية، مما ساهم في المقاومة الثقافية للبولندية. بشكل عام، كانت المعارضة للحكم الألماني ناجحة كما حدث في أعقاب الحرب العالمية الأولى ، وتمت إعادة بولندا إلى أوروبا كدولة مستقلة على حساب ألمانيا الإقليمي، مع فصل بروسيا الشرقية عن بقية ألمانيا .